# Hans Scheumann
Hans Scheumann (* 1939) ist ein deutscher Sportwissenschaftler und Hochschullehrer.

## Leben
Scheumann war in der Leichtathletik als Langstreckenläufer erfolgreich: Für den SC DHfK Leipzig startend, gewann er die Internationale Crossmeisterschaft in der Tschechoslowakei sowie zwischen 1961 und 1965 in Rötha fünfmal in Folge den Lauf „Rund um den Stausee“.
Nach dem Studium schrieb Scheumann an der Deutschen Hochschule für Körperkultur (DHfK) in Leipzig seine Doktorarbeit, die er 1972 abschloss und die den Titel „Untersuchungen zur Rationalisierung der Kaderaus- und -weiterbildung im Bereich der Touristik-Grundausbildung an der Deutschen Hochschule für Körperkultur Leipzig“ trug. Er befasste sich in den 1970er Jahren unter anderem auch mit der Sportart Bergsteigen und brachte 1975 mit Wolfram Kind und Hans Panhotsch das Buch „Bergsteigen: ein Lehrbuch für Übungsleiter und Aktive“ heraus. 1984 folgte die Promotion B an der DHfK, Scheumanns Thema hieß „Zu Problemen von Leistungsprognosen/Leistungsstruktur aus der Sicht der Sportartengruppe Ausdauer: ein Beitrag zur "Theorie und Methodik des Trainings der Sportartengruppe Ausdauer“. In den Jahren 1989 und 1990 war er an der DHfK als Professor für Theorie und Methodik der Ausdauersportarten tätig und hatte das Amt des Prorektors inne.
Scheumann war in den 1980er Jahren als Mitautor an mehreren Veröffentlichungen zum Thema Eisschnelllauf beteiligt, darunter „Eisschnellauf - Spezialausbildung“ im Jahr 1987 sowie „Ausgewählte Beiträge zur Theorie und Methodik des Eisschnellaufs“ im Jahr 1989. Darüber hinaus befasste er sich in dieser Sportart mit der Auswertung von Ergebnissen von Kinder- und Jugendspartakiaden. Während der Zeit der Vereinigung der beiden deutschen Staaten beschäftigte sich Scheumann 1990 kurz vor der Entscheidung der Sächsischen Staatsregierung, die DHfK zu schließen, mit einem neuen Bildungskonzept für die Hochschule. Über den Eisschnelllauf hinaus gehörten Ausdauersportarten zu Scheumanns Forschungsschwerpunkten, etwa im Triathlon sowie Leichtathletik-Lauf, Radsport und Schwimmen.
Scheumann baute ab 1992 nach einem neuartigen Aktiv-Konzept gemeinsam mit Vertretern von Medizin und Psychologie in Braunlage (Harz) eine Rehabilitationseinrichtung auf, die sich insbesondere mit Menschen im Vorruhestand und älteren zuwandte. In dieser Zeit entstanden weitere Erkenntnisse zur Anwendung von Bewegung und Sport zur Entwicklung und zum Erhalt von Alltagskompetenz und für die Freizeitgestaltung in der zweiten Lebenshälfte.
Scheumann war ab Mitte der 1990er Jahre Leiter des Wolfsburger Instituts für Gesundheitsförderung. Er wandte er sich dem Thema „Sport im Alter“ zu und brachte 2001 das Buch „Fit und vital. Ein Leben lang“ sowie 2003 das Buch „Wandern, Walken, Joggen: ein Leben lang“ heraus.

## Auswahl von Veröffentlichungen
Leistungssport
Scheumann, H. (1990): Zu einigen Aspekten der Trainingsplanung aus der Sicht der   Ausdauersportarten. Z. Leistungssport, Frankf./Main 20 (1990) 2.- S. 5-10.
Scheumann, H. (1991): Zu einigen Tendenzen in der Trainingsgestaltung in den Ausdauersportarten. Brosch. Triathlon und Sportwissenschaft, Bd. 5, Ahrensburg.-S. 29-50.
Scheumann, H. (Beitrag) (1987): Forschungsstrategie 2000 der Ausdauersportarten. Leipzig.
Scheumann, H. et al.: (Cheftrainer) Trainingsmethodische Konzeptionen Männer/Frauen im Eisschnelllauf: trainingsmethodisches Konzept 1976 -1980trainingsmetodische Jahreskonzepte 1976; 1977; 1978, 1979; 1980; trainingsmethodisches Konzept zur Vorbereitung auf die Olympischen Spiele 1980.
Scheumann, H. (1984): Zu Problemen von Leistungsprognose/Leistungsstruktur aus der Sicht der Sportartengruppe Ausdauer.- Ein Beitrag zur Theorie und Methodik des Trainings der Sportartengruppe Ausdauer als Lehrgebiet.- 242 S., Leipzig, Habil.-Schrift.
Scheumann, H. (1981): Konzeption zur Wissenschaftsentwicklung der Wissenschafts-disziplin Eisschnelllauf 1981-1985 Leipzig.
Scheumann, H. et al. (1983): Auswertung von Ergebnissen der IX. Kinder- und Jugendspartakiade im Eisschnelllauf. Z. Theorie und Praxis des Leistungssports 21 (1983) 6.- S.60-73.
Scheumann, H. et al. (1985): Auswertung von Ergebnissen der X. Kinder- und Jugendspartakiade 1985 im Eisschnelllauf. Z. Theorie und Praxis des Leistungssports 23 (1985) 7.- S.11-23.
Scheumann, H. et al. (1987): Auswertung von Ergebnissen der XI. Kinder- und Jugendspartakiade 1987 im Eisschnelllauf. In: Z. Theorie und Praxis des Leistungssports 25 (1987) 7.-S. 7-18.
Scheumann, H. (1981): Konzeption zur Wissenschaftsentwicklung in der Wissenschaftsdisziplin Eisschnellauf1981-1985. Leipzig.
Scheumann, H./Urwank, G. (1975): Lehrprogramm zur Ausbildung von Übungsleitern Eisschnelllauf der Stufe IV, Berlin.
Scheumann, H. et al. (1975): Studienmaterial zur Ausbildung von Kampfrichtern der Stufen I, II, III und Meisterklasse im Eisschnelllauf., Berlin 1975.
Gesundheitssport, Breitensport
Scheumann, H. (2003): Wandern, Walken, Joggen. Aachen: Sportverlag Meyer & Meyer.
Scheumann, H. (2001): Fit und Vital-ein Leben lang. Aachen: Sportverlag Meyer & Meyer.
Scheumann, H., Kind, W. Pankotsch H. (1974): Bergsteigen.- Ein Lehrbuch für Übungsleiter und Aktive. Berlin.
Scheumann, H. (ab 1997 bis 2013 ff): Gesundheit - mit Walking erfolgreich trainieren.- Wiss. Begleitung einer Walkinggruppe des VfL Wolfsburg mit dem Nachweis von Leistungsveränderungen über Fahrradergometertests (1997, PWC 130/150) und Tests zur Ermittlung des Walking-Index bei älteren Menschen.- Wolfsburg 1997, mit Weiterführung der Testauswertungen mit trainingswiss. Beratung (jährlich bis 2013, Test1 bis Test 20).
Scheumann, H. (1970): Die Bedeutung des Tourismus... Z. Theorie und Praxis der Körperkultur 19 (1970) 9.- S. 827-834.
Scheumann, H. (1970): I. Wissenschaftlicher Kongress über Touristik und Freizeit der Werktätigen in Sofia. Z. Theorie und Praxis der Körperkultur 19 (1970) 8.- S. 738-740.
Scheumann, H. (1970): Überblick über die Touristik in verschiedenen Ländern der Erde. Z. Theorie und Praxis der Körperkultur 19 (1970) 5.-S. 454-465.
Scheumann, H. (1969): Die Touristik in der Volksrepublik Polen. Z. Theorie und Praxis der Körperkultur 18 (1969) 8.-S. 752-753.
Gerontologisch orientierte Prävention/Gesundheitsförderung
Scheumann, H. (1999): Den Jahren Leben und nicht nur dem Leben Jahre geben (Aktives Altern – Kompetenz und Lebensfreude erhalten) In: Zeitschrift Musik-, Tanz- und Kunsttherapie. Hofgrefe-Verlag, Themenheft, Heft 1/99.
Scheumann, H. (1997): In Gesundheit altern (IGA) - Auftakt einer gerontologischen Langzeitstudie in der Volkswagenstadt Wolfsburg. Wiss. Beitrag auf der Tagung der Deutschen Gesellschaft für gerontologische Präventivmedizin, Gesundheitsoptimierung und Vitalität e.V. am 20./21. Februar 1997 Wolfsburg und auf dem internationalen Rehabilitationskongreß 10. – 12. März 1997 Hamburg.
Scheumann, H. et al. (1997): Wissenschaftliches Konzept „Bauhof - Zentrum für aktive Gesundheitsförderung Wolfsburg“. Konzeptionelle Grundlage für das moderne Modellprojekt ganzheitlicher wohnortnaher aktiver Gesundheitsförderung.
Scheumann, H. (1997): Zum Vitalitätsprofil der Generation des Vorruhestands in der Volkswagenstadt Wolfsburg.-Ermittelt und dargestellt am Beispiel von Untersuchungsergebnissen am Vitalitätsmessplatz (250 Personen). -Wolfsburg: Wolfsburger Institut für Gesundheitsförderung e.V. (WIG).
Scheumann, H et al. (1994): "Gesund durch Bewegung".- Konzept der Gruppenarbeit im Bewegungsprogramm innerhalb von Geroprophylaxe und -prävention. Manuskriptdruck, BKK-Haus Harz-Wald Braunlage.
Scheumann, H.; Loos, G.; Heinze, K. (1994): Gesundheitsförderung nach Beendigung der Berufsarbeitszeit "Gesundheit durch aktives Leben". In: Hazard, B.P.(Hrsg.) Gesundheitsförderung zur aktiven Vorsorge und Rehabilitation.- Baden-Baden: Nomos Verlagsgesellschaft, 1994.- S. 183-215.
Scheumann, H. et al. (1994): Gesundheitsförderung im Alter.-In: Die Betriebskrankenkasse. Zeitschrift des Bundesverbandes der Betriebskrankenkassen, Essen. H. 12/1994. S. 744–749.
Scheumann, H. et al. (1994): Ein Modell über 5000mal im Prüfstand erfolgreich: Zwei Jahre Arbeit mit dem modernen Konzept für Gerontoprophylaxe im Haus Harz-Wald. Manuskript für die Zeitschriften der Betriebskrankenkassen in NRW. Braunlage 1994.
Scheumann, H. et al. (1994): "Gesund durch Bewegung".- Konzept der Gruppenarbeit im Bewegungsprogramm innerhalb von Geroprophylaxe und -prävention. Manuskriptdruck, BKK-Haus Harz-Wald Braunlage.
Scheumann, H. et al. (1993): Materialien zur Gerontoprophylaxe und Gesundheitsförderung. Zur Gruppenarbeit im Bewegungsprogramm. Braunlage.
Konzepte für Kurbereich, Reha und Prävention
Scheumann, H. (2002): Das SanAlpin-Konzept Bad Reichenhall. Inhaltl.-Struktureller Aufbau und Anwendungskonzept für das SanAlpin-Gesundheitszentrum Bad Reichenhall (i. Gründung, Unternehmensinternes Material).
Scheumann, H. et al. (1992): Gerontoprophylaxe nach einem modernen Konzept: Für BKK-Haus Harz-Wald Braunlage Gesundheit durch aktives Leben. Kassel.
Scheumann, H. et al. (1993): Vorsorge und Rehabilitation - Aktiv.- Ein modernes Konzept für stationäre Vorsorge- und Rehabilitationsmaßnahmen. Braunlage.
Scheumann, H.; Wiencke, H. (1996): Gesund werden - gesund bleiben. - aktiv für Gesundheit und Vitalität. Ein modernes Konzept für Anschlussheilbehandlung, medizinische Rehabilitation und Prävention. (Konzept für eine neue Klinik in einem bayrischen Staatsbad). Gifhorn, Unternehmensintern.
Scheumann, H. (1996): Pädagogische Elemente in der Kur? - Pädagogische Elemente in die Kur! In: Heilbad & Kurort. Zeitschrift des Deutschen Bäderverbandes e.V., Gütersloh: Flöttmann Verlag GmbH. 48. Jhg. Nr. 5/96, S. 108–112.
Scheumann, H. (1995): Geroprophylaxe - Erfordernis und Chance.-In: Heilbad und Kurort. Zeitschrift des Deutschen Bäderverbandes e.V., Gütersloh: Flöttmann Verlag GmbH. 47. Jhg. Nr. 3/95, S. 53–60.
Scheumann, H. (1999): Evaluation von Mutter-Kind-Kuren, Zwischenbericht Bd. 2 (Befragung der Mütter): Interner Deskriptiver Teil und Diagramme. Gifhorn.
Scheumann, H. 1998: Evaluation von Mutter-Kind-Kuren, Zwischenbericht Bd. 1 (Befragung der Mütter): Interne Daten-Fakten-Diagramme.- Wolfsburg: WIG. Scheumann, H./Konow, K.-P. (1998): Gesundheit für Mutter und Kind – Ganzheitliches Konzept stationärer medizinischer Rehabilitation und Prävention für Mutter und Kind. – Konzept für das Modellprojekt Fischlandklinik Wustrow.
Scheumann, H. (1998): Strategie und Instrumentarium zur Qualitätssicherung von Mutter-Kind-Kuren. Ein gemeinsames Konzept der Volkswagen BKK und ihrer Partnerkliniken.
Aus- und Weiterbildung
Scheumann, H. (1993): Materialien zur Fortbildung von Gerontotherapeuten (päd.) im BKK-Haus Harz-Wald Braunlage (Hausintern). Braunlage 1993.
Scheumann, H. et al. (1993): Beschreibung des Tätigkeitsfeldes, der Kriterien zur Einstufung und der Fortbildungsschwerpunkte für die Gerontotherapeuten (Gerontopädagogen/Gerontopsychologen) im Haus Harz-Wald Braunlage.-Als Grundlage der Personalentwicklung. Braunlage 1993.
Scheumann, H. (1991): Zum Fairness-Gedanken im Bildungskonzept der Fakultät Sportwissenschaft. Z. Leipziger Sportwissenschaftliche Beiträge 32 (1991) 1.-S. 13–17.
Scheumann, H. et al. (Verantw. der Arbeitsgruppe) (1991): Prüfungsordnung für Lehramtsanwärterstudium Sport, 1. Staatsprüfung. Leipzig.
Scheumann, H. et al. (Verantwortlicher der Arbeitsgruppe) (1990): Studienordnung Diplom-studiengang Sportwissenschaft, Leipzig. Scheumann, H. et al. (Verantw. der Arbeitsgruppe) (1990): Prüfungsordnung für den Diplomstudiengang Sportwissenschaft, Leipzig.
Scheumann, H. (1990): Ein Bildungskonzept im Umbruch. Z. Leipziger Sportwissenschaftliche Beiträge 31 (1990) 3.- S. 349–359.
Scheumann, H. et al. (1987): Studienanleitung für das Fernstudium zum Lehrgebiet Theorie und Methodik des Trainings der Sportart Eisschnelllauf. Leipzig.
Scheumann, H. (1987): Zur Entwicklung der Theorie und Methodik des Trainings der Ausdauersportarten als Lehrgegenstand bei der Ausbildung von Diplomsportlehrern. Z. Wissenschaftliche Zeitschrift der Deutschen Hochschule für Körperkultur Leipzig. 28 (1987) 3.-S. 53–64.
Scheumann, H. et al. (1984): Lehrprogramm Diplomsportlehrer (Trainer Eisschnelllauf). Leipzig.
Scheumann, H./Junker, D. et al. (1985): Konzeption zur Wissenschaftsentwicklung des Lehrgebietes Theorie und Methodik der Ausdauersportarten 1985–1990. Leipzig.
Scheumann, H. et al. (1974): Studienmaterial (Diplomsportlehrerstudium) zur speziellen Theorie und Praxis Eisschnelllauf, Leipzig.
Scheumann, H. (1974): Zum Einsatz von Induktionsschleifen in der sportpraktischen Aus- und Weiterbildung. Z. Theorie und Praxis der Körperkultur 23 (1974) 5.- S.409–413.
Scheumann, H. (1973): Die Sicherung der Rückkopplungsprozesse als Aufgabe bei der Rationalisierung der Aus- und Weiterbildung... Z. Theorie und Praxis der Körperkultur 22 (1973) 10.- S. 934–938.
Scheumann, H. (1973): Zur Erprobung neuer Studienmaterialien im Bereich Körperkultur und Sport. Z. Theorie und Praxis der Körperkultur 22 (1973) 8.-S. 715–719.
Scheumann, H. (1973): Erfahrungen mit effektiven Studienmaterialien im Bereich Körperkultur und Sport und ihre Erprobung...Z. Theorie und Praxis der Körperkultur 22
Scheumann, H. et al. (1972): Lehrprogramm Diplomsportlehrer (Lehrgebiet Touristik). Leipzig 1972.
Scheumann, H. (1972): Untersuchungen zur Rationalisierung der Aus- und Weiterbildung im Bereich Touristik (am Beispiel Touristik-Grundausbildung an der Deutschen Hochschule für Körperkultur Leipzig). -  198 S., Leipzig, Diss.
Scheumann, H. (1972): Rationelle Wissenskontrollen bei der Kaderaus- und Weiterbildung im Bereich Körperkultur und Sport. Z. Theorie und Praxis der Körperkultur 22 (1972) 6.-S.541–549.
Scheumann, H. et al. (1971): Touristik-Grundausbildung. (Studienmaterial). Deutsche Hochschule für Körperkultur Leipzig, 1971- (ständige Nachauflagen).  116 S.(1973) 7.- S. 662–667.